# Eredivisie 1977-78
La Eredivisie 1977-78 fue la 22.ª temporada de la liga de máximo nivel en los Países Bajos. PSV ganó su cuarta Eredivisie y su séptimo título de campeón de los Países Bajos.

## Tabla de posiciones
| Pos | Equipo           | PJ | PG | PE | PP | GF | GC | Pts | DG  | Notas                         |
| --- | ---------------- | -- | -- | -- | -- | -- | -- | --- | --- | ----------------------------- |
| 1   | PSV Eindhoven    | 34 | 21 | 11 | 2  | 74 | 21 | 53  | +53 | Copa de Europa.               |
| 2   | AFC Ajax         | 34 | 20 | 9  | 5  | 85 | 36 | 49  | +49 | Copa de la UEFA.              |
| 3   | AZ '67           | 34 | 19 | 9  | 6  | 75 | 30 | 47  | +45 | Recopa de Europa.             |
| 4   | FC Twente        | 34 | 18 | 9  | 7  | 61 | 32 | 45  | +29 | Copa de la UEFA.              |
| 5   | Sparta Rotterdam | 34 | 14 | 12 | 8  | 54 | 33 | 40  | +21 |                               |
| 6   | Roda JC          | 34 | 12 | 12 | 10 | 41 | 40 | 36  | +1  |                               |
| 7   | FC Volendam      | 34 | 13 | 8  | 13 | 50 | 58 | 34  | -8  |                               |
| 8   | FC Utrecht       | 34 | 11 | 11 | 12 | 40 | 45 | 33  | -5  |                               |
| 9   | Vitesse          | 34 | 10 | 13 | 11 | 48 | 62 | 33  | -14 |                               |
| 10  | Feyenoord        | 34 | 10 | 12 | 12 | 52 | 47 | 32  | +5  |                               |
| 11  | NAC              | 34 | 10 | 11 | 13 | 37 | 51 | 31  | -14 |                               |
| 12  | FC Den Haag      | 34 | 11 | 6  | 17 | 45 | 57 | 28  | -12 |                               |
| 13  | HFC Haarlem      | 34 | 8  | 12 | 14 | 37 | 55 | 28  | -18 |                               |
| 14  | VVV-Venlo        | 34 | 9  | 10 | 15 | 46 | 66 | 28  | -20 |                               |
| 15  | NEC              | 34 | 10 | 8  | 16 | 39 | 59 | 28  | -20 |                               |
| 16  | Go Ahead Eagles  | 34 | 11 | 5  | 18 | 49 | 53 | 27  | -4  |                               |
| 17  | FC Amsterdam     | 34 | 9  | 8  | 17 | 41 | 73 | 26  | -32 | Descenso a la Eerste Divisie. |
| 18  | Telstar          | 34 | 3  | 8  | 23 | 25 | 81 | 14  | -56 | Descenso a la Eerste Divisie. |

PJ = Partidos jugados; PG = Partidos ganados; PE = Partidos empatados; PP = Partidos perdidos; GF = Goles a favor; GC = Goles en contra; Pts = Puntos; DG = Diferencia de goles